# Halbinseln und Buchten im Lanker See
Die Halbinseln und Buchten im Lanker See sind ein Naturschutzgebiet in den schleswig-holsteinischen Gemeinde Kühren und Wahlstorf sowie der Kleinstadt Preetz im Kreis Plön.
Das rund 207 Hektar große Naturschutzgebiet ist unter der Nummer 29 in das Verzeichnis der Naturschutzgebiete des Ministeriums für Energiewende, Landwirtschaft, Umwelt und ländliche Räume eingetragen. Es wurde Anfang 1995 ausgewiesen (Datum der Verordnung: 17. Januar 1995). In ihm ist das 1938 ausgewiesene, rund 22 Hektar große Naturschutzgebiet „Halbinsel und die Bucht im Lanker See“ aufgegangen. Zuständige untere Naturschutzbehörde ist der Kreis Plön. Das Naturschutzgebiet ist Bestandteil des FFH-Gebietes „Lanker See und Kührener Teich“ und des EU-Vogelschutzgebietes „Lanker See“. Es ist größtenteils vom Landschaftsschutzgebiet „Lanker See und die Schwentine bis zum Kleinen Plöner See u. Umgebung“ umgeben. Im Südwesten schließt sich jenseits des Bahndamms der Bahnstrecke Kiel–Lübeck das Naturschutzgebiet „Kührener Teich und Umgebung“ an. Beide Naturschutzgebiete bilden ein Biotopverbund mit landesweiter Bedeutung als Brut-, Rast- und Nahrungsgebiet für zahlreiche Vögel. Das Naturschutzgebiet wird vom Landesverband Schleswig-Holstein des Naturschutzbundes Deutschland betreut.
Das Naturschutzgebiet liegt südlich von Preetz. Es umfasst die Buchten und Halbinseln (Appelwarder, Kührener Halbinsel und Bullenwarder) im Westen des Lanker Sees sowie angrenzende Uferbereiche und die Flächen zwischen dem Freibad Lanker See im Norden, dem Bahndamm im Westen mit Ausnahme der Ortslage Charlottenwerk beim ehemaligen Bahnhof Kühren und dem Auslauf des Kührener Teiches in den Lanker See im Süden. Die Uferzonen werden von Röhrichten und Seggenrieden eingenommen, an die sich Niedermoor und vielfach Bruchwälder anschließen. Daneben sind Grünlandbereiche unterschiedlicher Feuchtegrade zu finden, die teilweise extensiv mit Galloways beweidet werden. Im Westen der Kührener Halbinsel stockt zwischen dem Bahndamm im Westen und dem Grünlandbereich im Osten ein naturnaher Laubwald. Die Waldbereiche verfügen teilweise über wertvolle Altholzbestände. Stellenweise sind wassergefüllte Senken und Kleingewässer zu finden.
Das Naturschutzgebiet ist Lebensraum zahlreicher Wasservögel. So kommen hier zeitweise alle europäischen Lappentaucherarten – Zwerg-, Hauben-, Schwarzhals-, Ohren- und Rothalstaucher – vor, wobei letzterer seinen Schwerpunkt am Kührener Teich hat. Auch Entenvögel kommen zahlreich vor. So sind hier Krick-, Knäk-, Schnatter-, Löffel-, Reiher- und Schellente heimisch. Lach- und Sturmmöwe, die eine Brutkolonie auf dem nahen Probstenwerder bevölkern, nutzen das Gebiet für die Nahrungssuche. Die Röhrichtzonen sind Lebensraum für Rohrdommel, Rohrweihe sowie Teich-, Drossel- und Schilfrohrsänger. Die Grünlandbereiche bieten Wiesenvögeln wie Feldlerche, Wachtelkönig und Braunkehlchen einen geeigneten Lebensraum. Weiterhin sind Neuntöter und Beutelmeise im Naturschutzgebiet heimisch. Auch Rohr- und Schlagschwirl, Sprosser, Nachtigall, Pirol, Stieglitz, Bunt-, Mittel-, Klein-, Schwarz- und Grünspecht, Kiebitz, Grünschenkel und Dunkler Wasserläufer kommen vor.
Auf dem Appelwarder wurden zahlreiche Käferarten nachgewiesen, darunter die gefährdeten Laufkäfer Badister oeltatus und Blethisa multipunctatus, der Rüsselkäfer Hylobius transversovittatus, der am Blutweiderich, und der Blattkäfer Chrysolina graminis, der an der Wasserminze lebt. Letzterer kommt am gesamten Lanker See vor. Die Vorkommen der beiden Rüssel- und Blattkäfer sind in Schleswig-Holstein weitgehend auf das Elbtal beschränkt. Der Rüsselkäfer wurde daneben in Schleswig-Holstein auf Fehmarn im Naturschutzgebiet „Grüner Brink“, in Lübeck und am Schaalsee nachgewiesen. Beim Blattkäfer ist neben Vorkommen im Elbtal bei Geesthacht und Lauenburg/Elbe in Schleswig-Holstein nur das Vorkommen am Lanker See bekannt. Weiterhin wurden im Naturschutzgebiet die Laufkäfer Badister collaris, Badister peltatus, Badister dilatatus und Oodes helopioides, die Blattkäfer Lema cyanella, Chrysomela graminis, Altica lythri, Psylliodes affinis, Psylliodes dulcamarae und Phyllotreta ochripes, der Wollhaarkäfer Cerapheles terminatus, die Rüsselkäfer Tanymecus palliatus, Limnobaris dolorosa, Ceutorhynchus melanostictus, Hylobius transversovittatus, Phytobius comari und Cleopus pulchellus, die Kurzflügler Stenus carbonarius und Paederus riparius, der Ölkäfer Meloe violaceus, der Blatthornkäfer Aphodius ater und der Bockkäfer Agapanthia villosoviridescens nachgewiesen, die alle vom hohen Kräuteranteil im Feuchtgrünland profitieren.
Im Bereich der Grünländer sind mit Fleischfarbenem und Breitblättrigem Knabenkraut zwei seltene Orchideenarten zu finden. Weiterhin siedelt hier die Echte Schlüsselblume, die auf dem Appelwarder in sehr großer Zahl vorkommt. Der Appelwarder beherbergt auch die Gewöhnliche Natternzunge. Die Feuchtwiesen- und Niedermoorbereiche auf der Kührener Halbinsel beherbergen mit Grünlicher und Schuppenfrüchtige Gelbsegge, Hirsesegge, Schwarzschopfsegge, Fadensegge, Saumsegge, Fieberklee, Sumpfveilchen, Sumpffarn, Zungenhahnenfuß, Stumpfblütige Binse, Geflügelte Braunwurz, Teufelsabbiss, Straußblütiger Gilbweiderich, Schmalblättriges Wollgras, Sumpfblutauge und Schwanenblume zahlreiche gefährdete Pflanzen. Die Seggenriede werden in erster Linie von Steifer Segge und Ufersegge sowie verschiedenen Hochstauden, darunter Breitblättriger Merk, Wasserminze und Gelbweiderich, gebildet.
Das Naturschutzgebiet ist auch ein geeigneter Lebensraum für die Rotbauchunke. Es war deshalb Teil des LIFE-Bombina-Projektes, das die Verbesserung der Lebensbedingungen von Rotbauchunken-Populationen in Natura-2000-Gebieten im Ostseeraum zu Ziel hatte.
In das Naturschutzgebiet verläuft ein Wanderweg, der zu einem Aussichtspunkt mit Informationstafel am Rand des Laubwaldes auf der Kührener Halbinsel führt. Ein weiterer Aussichtspunkt mit Informationstafel befindet sich im Süden von Preetz am Rand des Naturschutzgebietes. Beide Aussichtspunkte sind über Stichwege von der Schusteracht, einem Rad-, Reit- und Wanderweg im Preetzer Umland, zu erreichen. Der Naturschutzbund Deutschland betreibt am Freibad Lanker See eine Infohütte mit Ausstellung.